# 劳动改造
劳动改造，简称劳改，是今朝鲜民主主义人民共和国及中華人民共和國用以管理與訓練罪犯的手段之一，它在中華人民共和國仍是一种经常出现在监狱裏的标语和口号，通过对入狱者强制性的系統体力劳动輸出，来达到管理者认可的目的。
劳改常与劳教混淆，中华人民共和国各级政府也笼统地合称为“二劳”，但二者是完全不同的，劳动改造是监狱执行刑罚时的手段之一，劳动教养是一种不再使用的行政处罚制度。

## 应用地区

### 中华人民共和国
中國劳动改造制度始于清朝。《清史稿》刑法志记载，劳动改造实源自清朝光绪二十八年（1902年），经山西巡抚赵尔巽奏请各省通设罪犯习艺所。经刑部议准，徒犯毋庸发配，按照年限，于本地收所习艺。流二千里限工作六年，二千五百里八年，三千里者十年。遣军照满流年限计算，限满释放，听其自谋生计，并准在配所入籍为民。在文化大革命中也有大量人被处以劳动改造。劳动改造刑满释放人士可选择回乡或就地編戶留場就业。
2001年10月，《中华人民共和国劳动改造条例》被《国务院关于废止2000年底以前发布的部分行政法规的决定》废止，原因是由1994年12月29日全国人大常委会通过及公布的《中华人民共和国监狱法》和1990年3月17日国务院发布的《中华人民共和国看守所条例》替代。

### 朝鲜民主主义人民共和国
在朝鲜民主主义人民共和国，无偿强制劳改屢見不鮮，最常受到判處劳动改造的有政治叛亂份子、脫北者等，最嚴重則有更嚴重之身心上的刑罰。